# ファビオ・コルトルティ
ファビオ・コルトルティ（Fabio Coltorti, 1980年12月3日 - ）は、スイス出身のサッカー選手。元スイス代表である。ポジションはGK。

## 経歴
2007年に移籍したスペインのラシン・サンタンデールでは主にトニョの控えを務めており、2007-08シーズンは7試合、2008-09シーズンは6試合に出場した。
2012-13シーズンより RBライプツィヒに在籍。
スイスU-21代表を経て、2006年にスイス代表にデビューした。2006年のドイツW杯では1試合に出場した。

## 所属クラブ
- SCクリエンス 1999-2001
- FCシャフハウゼン 2001-2003
- FCトゥーン 2003-2005
- グラスホッパー・クラブ・チューリッヒ 2005-2007
- ラシン・サンタンデール 2007-2011
- FCローザンヌ＝スポルト 2011-2012
- RBライプツィヒ 2012-

## 代表歴

### 出場大会
- スイス代表
  - 2006 FIFAワールドカップ

### 試合数
- 国際Aマッチ 8試合 0得点（2006年-2007年）[1]

| スイス代表 | 国際Aマッチ | 国際Aマッチ |
| 年         | 出場        | 得点        |
| ---------- | ----------- | ----------- |
| 2006       | 5           | 0           |
| 2007       | 3           | 0           |
| 通算       | 8           | 0           |